# Фонтен де Бертен, Алексис
Алекси́с Фонте́н, известный как Алекси́с Фонте́н де Берте́н (фр. Alexis Fontaine des Bertins; 13 августа 1704 года, Клавейсон — 21 августа 1771 года, Квизо) — французский математик-самоучка, занимавшийся дифференциальными уравнениями.

## Биография
Воспитанный на своей родине в Дофине, прибыл в Париж только в 1729 году. Здесь впервые увидел учебник геометрии Фонтенеля, который и начал старательно изучать. Будучи самоучкой в математике, хотя и талантливым, на всю жизнь остался недостаточно осведомлённым относительно уже сделанного в этой науке. Вследствие этого в своих самостоятельных трудах нередко находил то, что уже было открыто прежде. За свои учёные заслуги был избран в члены Парижской академии наук.

## Творчество
- Главным предметом работ Фонтена были дифференциальные уравнения. Важнейшие из написанных им статей были позднее изданы вместе сборником, вышедшим в 1764 г. «Mémoires des mathématiques, recueillis et publiés avec quelques pieces inédites» (Париж).
- «Solution de divers problèmes» («Мемуары Парижской академии», 1732);
- «Sur les courbes tautochrones» (там же, 1734);
- «Sur la resolution des équations» (там же, 1747). Едва ли не самый значительный из произведений автора, хотя он ограничивается только уравнениями 2-й и 3-й степеней; его значение состоит в попытке заменить прежние, не достигающие своей цели правила составлением таблицы, хотя неполной и несовершенной.
- «Trouver les courbes qui se développent elles-mêmes» («Mémoires donnés à l’Académie royale des sciences, non imprimés dans leur temps», 1764),
- «Sur le mouvement des absides de la lune» («Мемуары Парижской академии», 1767),
- «Addition à la méthode pour la solution des problèmes de maximis et minimis» (там же),
- «Addition au mémoire sur les tautochrones» (там же, 1768).